# 반라우레 하치노헤

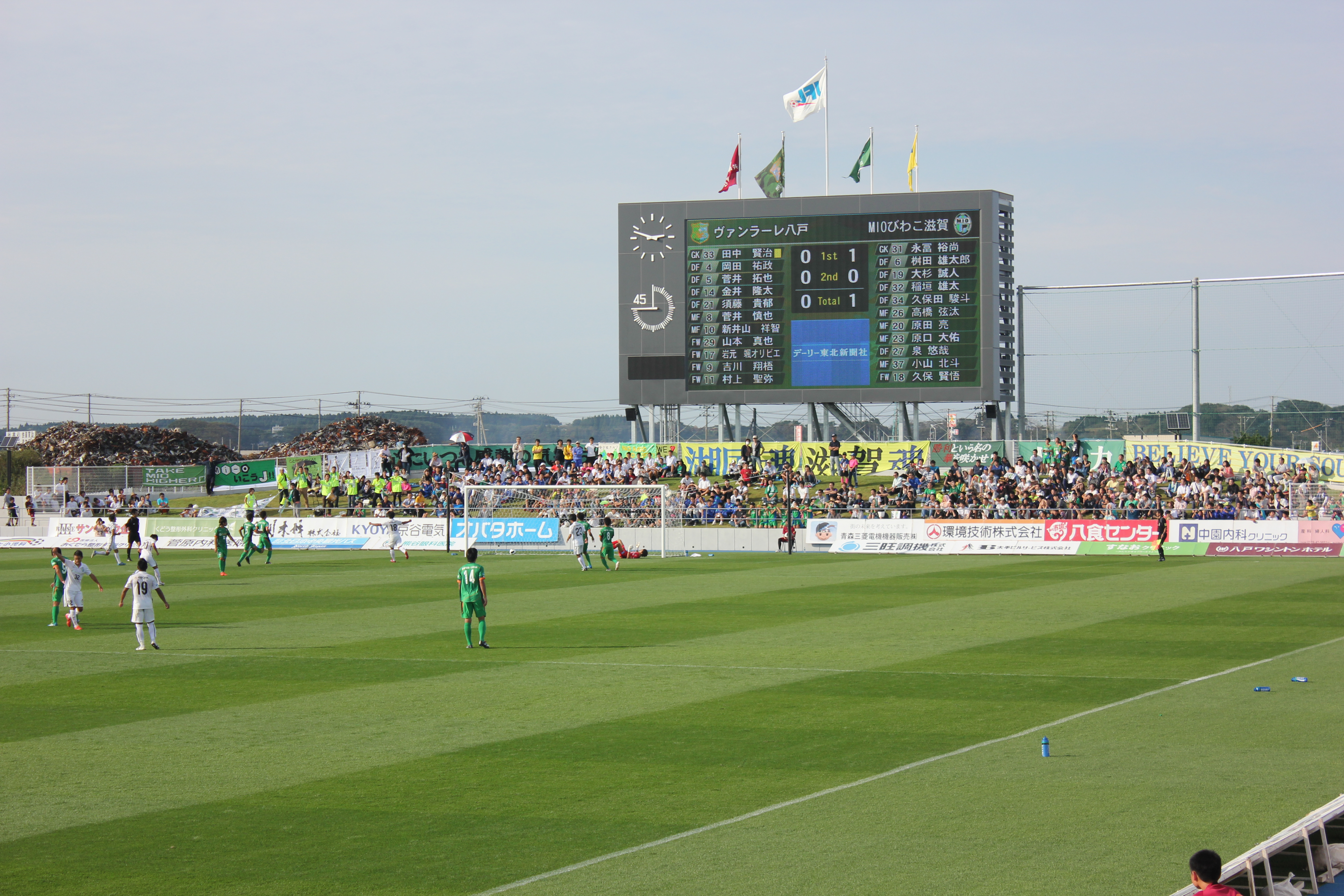

반라우레 하치노헤(일본어: ヴァンラーレ八戸, Vanraure Hachinohe)는 아오모리현, 하치노헤시에 위치한 일본의 축구 클럽이다. 2018년 현재 일본 풋볼 리그에 참여하고 있다. 구단명 "반라우레"는 이탈리아어의 "원조", "기원"을 뜻하는 Derivante의 van과 "남부"를 뜻하는 Australe의 rale로 만든 합성어이다. 일본어의 발음 특성상 "l"이 "r"로 교체되었다. 이 구단명은 반라우레 하치노헤가 하치노헤 남부지역의 원조격 축구단임을 나타낸다.

## 역사
반라우레 하치노헤는 2006년 하치노헤 공업 SC와 난고 FC 두 축구단의 병합으로 탄생하였다. 병합 이후 구단은 도호쿠 지역 리그 디비전 2 북부에 참여하였다. 2008년 이후부터 지속적으로 J리그 참가를 목표로 삼아 운영되고 있다. 2011년 동일본 대지진 이후, 도호쿠 지역 리그의 2부 리그의 북부리그와 남부리그는 임시적으로 통합하여 진행되었다. 이 시기에 반라우레 하치노헤는 도호쿠 2부에서 최초로 우승을 기록하였다.
2014년 J3리그로의 승격에 대해 일본 프로 축구 연맹은 J리그 100년 구상을 발표하여, 산하 구단들에게 기준을 통지하였다. 2013년 6월 반라우레 하치노헤는 J리그 참가 신청을 내고 준가맹 심사에서 통가 하였으나, 경기장 규격이 자격 요건에 맞지 않아 최종 보류되었다.
2014년 일본 축구 리그에서 몇몇 클럽이 J3리그로 승격에 성공하자, 일본 축구 리그는 참가 구단 수를 맞추기 위해, 전국 지역 축구 리그 결승 대회에 참가한 구단 중에 가입을 구상하였다. 반라우레 하치노헤는 J3리그의 타겟 중 하나로 꼽혔고, 최종적으로 일본 축구 리그로의 승격에 성공하였다.

## 역대 성적
| 시즌 | 리그        | 디비전          | 경기 | 승점 | 승 | 무 | 패 | 순위     |
| ---- | ----------- | --------------- | ---- | ---- | -- | -- | -- | -------- |
| 2006 | 도호쿠 리그 | 디비전 2 북부   | 14   | 19   | 6  | 1  | 7  | 5위      |
| 2007 | 도호쿠 리그 | 디비전 2 북부   | 14   | 17   | 4  | 5  | 5  | 6위      |
| 2008 | 도호쿠 리그 | 디비전 2 북부   | 14   | 23   | 7  | 2  | 5  | 4위      |
| 2009 | 도호쿠 리그 | 디비전 2 북부   | 14   | 26   | 8  | 2  | 4  | 3위      |
| 2010 | 도호쿠 리그 | 디비전 2 북부   | 14   | 36   | 12 | 0  | 2  | 2위      |
| 2011 | 도호쿠 리그 | 디비전 2 (통합) | 10   | 30   | 10 | 0  | 0  | 우승     |
| 2012 | 도호쿠 리그 | 디비전 2 북부   | 14   | 37   | 12 | 1  | 1  | 2위      |
| 2013 | 도호쿠 리그 | 디비전 1        | 18   | 49   | 16 | 1  | 1  | 2위 승격 |
| 2014 | JFL         | JFL             | 26   | 30   | 8  | 6  | 12 | 9위      |
| 2015 | JFL         | JFL             | 30   | 59   | 17 | 8  | 5  | 2위      |
| 2016 | JFL         | JFL             | 30   | 46   | 13 | 7  | 10 | 7위      |

## 수상
- 일본 축구 리그
  - 우승 (1회) : 2015 후기리그
- 도호쿠 지역 리그 디비전 2
  - 우승 (1회) : 2011

## 선수 명단

### 현역
참고: FIFA 자격 규정에 따라 소속된 국가대표팀 국기를 표시합니다. 선수는 복수의 FIFA 비회원국 국적을 가지고 있을 수 있습니다.
| 번호 | 포지션 | 국적 | 이름 |
| ---- | ------ | ---- | ---- |

| 번호 | 포지션 | 국적 | 이름          |
| ---- | ------ | ---- | ------------- |
| 50   | GK     |      | 료가 사쿠라다 |

## 역대 감독
| 감독              | 임기 |
| ----------------- | ---- |
| 하시라타니 데쓰지 | 2017 |